# Febryan Putra Pradana
Febryan Putra Pradana (* 8. Februar 2004 in Singapur) ist ein singapurischer Fußballspieler.

## Karriere
Febryan Putra Pradana erlernte das Fußballspielen in den Schulmannschaften der Kranji Primary School und der Chua Chu Kang Secondary School sowie in den Jugendmannschaften von Mattar Sailors FC und Tanjong Pagar United. Die erste Mannschaft von Tanjong spielt in der ersten Liga, der Singapore Premier League. 
Sein Erstligadebüt für Tanjong gab der Juniorenspieler am 1. April 2023 (6. Spieltag) im Heimspiel gegen die Young Lions. Bei dem 2:1-Erfolg wurde er in der 68. Minute für Naqiuddin Eunos eingewechselt.